# Мисливський шніцель

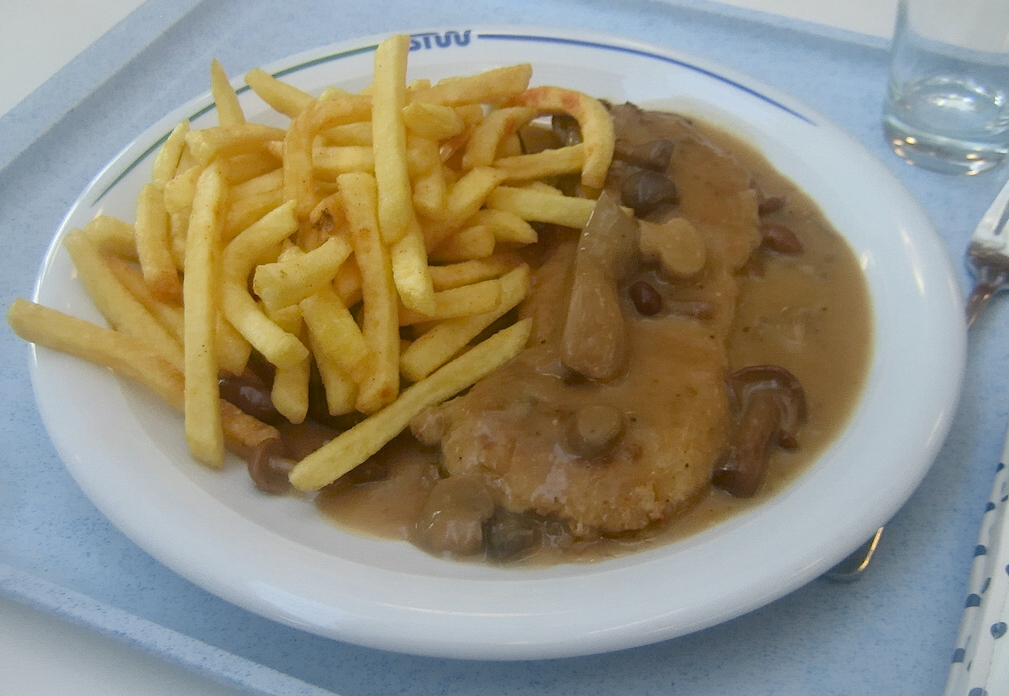
Шніцель з мисливським соусом та картоплею фрі

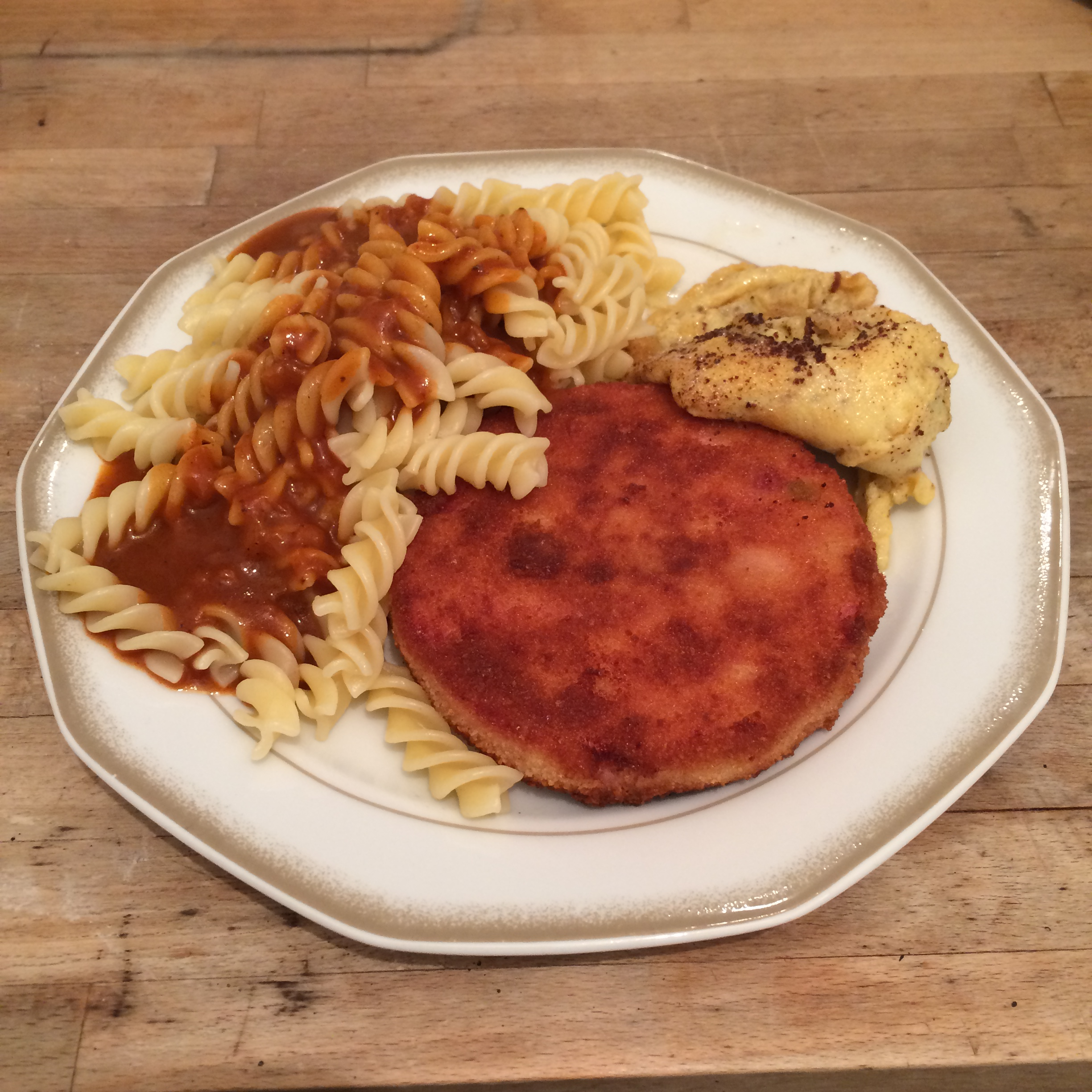
НДР-івський «мисливський шніцель» з вареної ковбаси під томатним соусом

Мисливський шніцель (егершніцель, нім. Jägerschnitzel) — класична страва німецької кухні зі смаженої телятини  або свинини під мисливським соусом.
За класичним рецептом мисливського шніцеля телятину обсмажують у вершковому маслі без панірування. Для приготування соусу зарум'янену цибулю-шалот гасять білим вином та додають в коричневий соус, іноді з додаванням томатної пасти, в кінці додають обсмажені печериці, лисички та зморшки. У варіанті рецепта зі свининою соус готують зі сметани з додаванням смаженої цибулі, лисичок та паприки. Мисливський шніцель зазвичай сервірують з  картоплею фрі, макаронами або рисом.
В німецькій регіональній кухні часів НДР мисливським шніцелем також називали страву з обсмаженої в паніровці вареної ковбаси, зазвичай мисливської, під томатним соусом. Таку страву часто подавали на обід в дитячих садках та шкільних їдальнях.